# SC-FDMA
SC-FDMA, FDMA s jednou nosnou (anglicky Single-carrier Frequency Division Multiple Access) je schéma vícenásobného přístupu s frekvenčním dělením. Stejně jako jiná schémata vícenásobného přístupu (TDMA, FDMA, CDMA, OFDMA) přiděluje sdílený komunikační prostředek více uživatelům. SC-FDMA lze chápat jako lineárně předkódované schéma OFDMA (vícenásobného přístupu s ortogonálním frekvenčním dělením) v tom smyslu, že před obvyklým zpracováním OFDMA je přidán krok zpracování diskrétní Fourierovou transformací. Proto se také nazývá lineárně předkódované OFDMA (anglicky linearly precoded OFDMA, LP-OFDMA).
SC-FDMA přitahovalo pozornost jako atraktivní alternativa k OFDMA; porovnání výkonnosti SC-FDMA a OFDMA bylo předmětem několika studií, jejichž výsledkem bylo, že výkonnost SC-FDMA je o něco menší než OFDMA, výhodou SC-FDMA je však nižší výkonový poměr mezi špičkami a průměrným signálem (činitel výkyvu, PAPR), což zlepšuje výkonovou efektivitu vysílání a umožňuje jednodušší a levnější konstrukci výkonového zesilovače. Proto je SC-FDMA vhodné zvláště pro vysílání z mobilního zařízení na základnovou stanici (uplink) a bylo použito jako schéma vícenásobného přístupu pro uplink v Long Term Evolution (LTE) a v Evolved UTRA (E-UTRA).

## Struktura vysílače a přijímače
Zpracování signálu v SC-FDMA je velmi podobné jako v OFDMA. Pro každého uživatele se přenášená posloupnost bitů mapuje na složitou konstelaci symbolů (BPSK, QPSK nebo M-QAM). Různým vysílačům (uživatelům) jsou pak přiřazeny různé Fourierovy koeficienty. Toto přiřazení provádí blok mapování subnosných. Na přijímací straně je jeden blok inverzního mapování subnosných, jeden blok inverzní diskrétní Fourierova transformace (IDFT) a jeden detekční blok pro každý přijímaný uživatelský signál. Stejně jako u OFDM se mezi bloky symbolů vkládají ochranné intervaly (nazývané cyklické předpony) s cyklickým opakováním pro efektivní odstranění mezisymbolového rušení z časových posunů (způsobených vícecestným šířením) mezi bloky.
- DFT: diskrétní Fourierova transformace
- IDFT: inverzní diskrétní Fourierova transformace
- CP: cyklická předpona
- PS: tvarování impulzů
- DAC: D/A převodník
- RF: vysokofrekvenční signál
- ADC: A/D převodník
- LP-OFDMA: lineárně předkódovaný OFDMA

SC-FDMA umožňuje vícenásobný přístup více uživatelů přiřazením různých sad nepřekrývajících se Fourierových koeficientů (subnosných) různým uživatelům. Toho se dosáhne ve vysílači (před IDFT) vložením tichých Fourierových koeficientů (na pozicích přiřazených jiným uživatelům) a jejich odstraněním na přijímací straně po DFT.

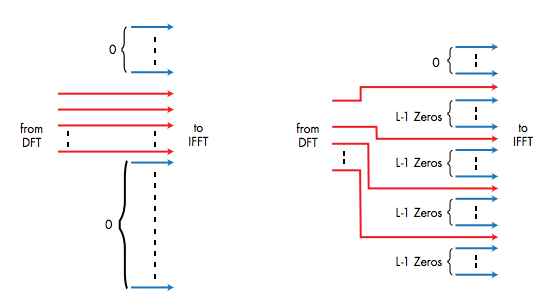
Lokalizované a distribuované mapování

Význačným rysem SC-FDMA je, že k vysílání signálu používá jedinou nosnou, zatímco OFDMA používá více nosných. Mapování subnosných lze rozdělit do dvou skupin: lokalizované mapování a distribuované mapování. V lokalizovaném mapování jsou výstupy DFT mapovány na podmnožinu po sobě jdoucích subnosných, které zaberou pouze část systémové šířky pásma. Při distribuovaném mapování jsou DFT výstupům vstupních dat přiřazeny subnosné v celé šířce pásma nespojitě, a zbývající subnosné budou mít nulovou amplitudu. Speciálním případem distribuovaného SC-FDMA je prokládané SC-FDMA (IFDMA), u něhož obsazené subnosné mají v celé šířce pásma stejnou rozteč.
Používání jediné nosné v SC-FDMA přináší význačnou výhodu oproti OFDM a OFDMA: vysílaný signál má nižší činitel výkyvu (PAPR), díky čemuž nejsou parametry vysílací cesty mobilního zařízení tak striktně limitované. Intuitivně je důvodem fakt, že zatímco vysílané symboly u OFDM přímo modulují více subnosných, vysílané symboly v SC-FDMA jsou nejdříve zpracovány N-bodovým blokem DFT.
Ekvalizace se v OFDM i SC-FDMA provádí na přijímací straně po výpočtu DFT znásobením každého Fourierova koeficientu komplexním číslem. Díky tomu lze snadno potlačit frekvenčně závislý únik a fázové zkreslení. Ekvalizace ve frekvenční doméně pomocí rychlé Fourierova transformace (FFT) nevyžaduje tolik výpočtů jako obvyklá ekvalizace v časové doméně, která vyžaduje buď filtry s konečnou impulzní odezvou (FIR) s více tapy nebo filtr s nekonečnou impulzní odezvou (IIR). Méně výpočtů přispívá k menším složeným zaokrouhlovacím chybám, což snižuje numerický šum.
Příbuzným konceptem je kombinace přenosu jednou nosnou se schématem jedna nosná s ekvalizací ve frekvenční doméně (SC-FDE). Přenos s jednou nosnou, na rozdíl od SC-FDMA a OFDM, nevyužívá ve vysílači IDFT ani DFT, ale pro transformaci lineární kanálové konvoluce na kruhovou přidává cyklickou předponu. Po odstranění cyklické předpony v přijímači se aplikuje DFT pro převod do frekvenční domény, v níž lze použít jednoduché schéma ekvalizace s jednou nosnou ve frekvenční doméně (SC-FDE) následované inverzní diskrétní Fourierova transformací (IDFT).

## Výhody
1. Nízký činitel výkyvu (PAPR)
2. Malá citlivost na posun nosné frekvence
3. Menší citlivost na nelineární zkreslení, což umožňuje používat levnější výkonové zesilovače
4. Větší robustnost proti spektrálním nulám